# A Peregrinação de Childe Harold

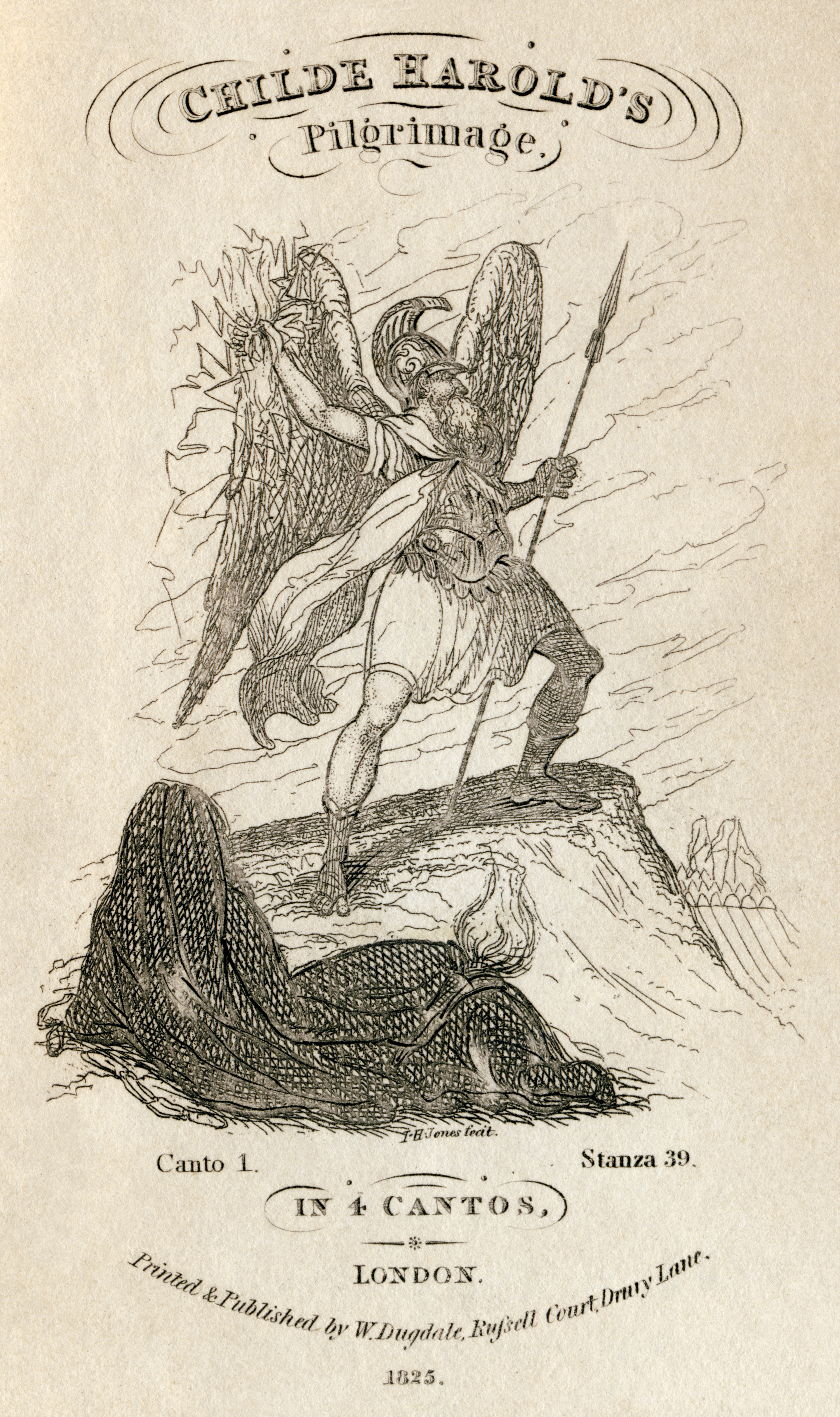
Frontispício de uma edição de c. 1825 de A Peregrinação de Childe Harold:
Lo! where the Giant on the mountain stands,
His blood-red tresses deep'ning in the sun,
With death-shot glowing in his fiery hands,
And eye that scorcheth all it glares upon;
Restless it rolls, now fixed, and now anon
Flashing a far,—and at his iron feet
Destruction cowers to mark what deeds are done.
For on this morn three potent nations meet,
To shed before his shrine the blood he deems most sweet

A Peregrinação de Childe Harold (em inglês: Childe Harold's Pilgrimage) é um longo poema narrativo em quatro partes escrito por Lord Byron. Foi publicado entre 1812 e 1818 e é dedicado para "Ianthe". O poema descreve as viagens e reflexões de um jovem homem cansado do mundo que, desiludido com a vida de prazer e folia, procura por distração em terras estrangeiras. Em um amplo sentido, isso é uma expressão da melancolia e desilusão sentida por uma geração cansada das guerras das eras pós-Revolucionárias e Napoleônicas. O título vem do termo childe, um título medieval para um jovem homem que era candidato para cavaleria.

## Origens

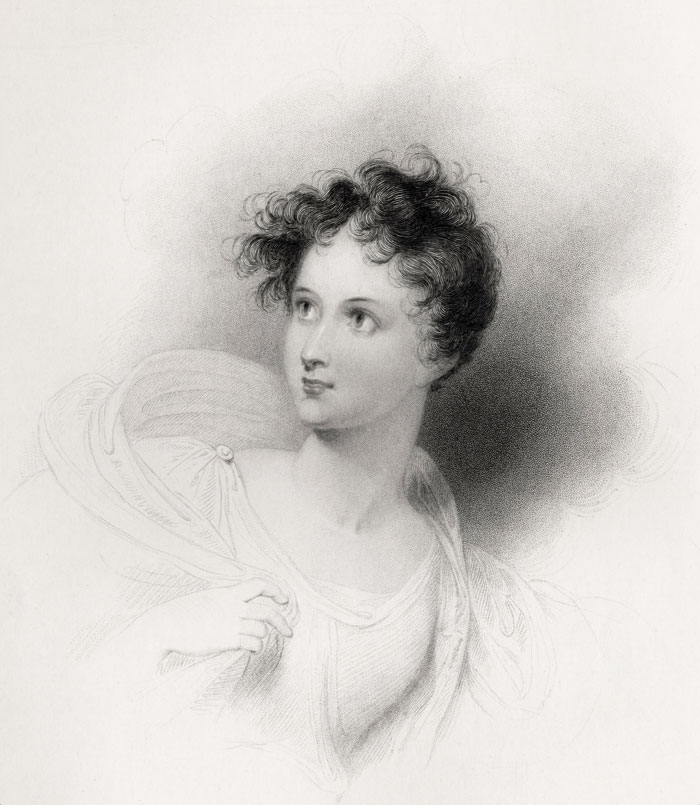
Charlotte Harley (1801–1880) é Ianthe, a quem Byron dedicou Childe Harold.

O poema contêm elementos pensados para serem autobiográficos, como Byron gerou algumas das linhas da história da experiência adquirida durante suas viagens através de Portugal, o Mediterrâneo e Mar Egeu entre 1809 e 1811. A "Ianthe" da dedicação foi o termo de carinho que ele usou para Lady Charlotte Harley, com 11 anos de idade quando Childe Harold foi primeiramente publicado. Charlotte Bacon nascida Harley foi a segunda filha do 5º Conde de Oxford e Lady Oxford, Jane Elizabeth Scott. Ao longo do poema Byron, no personagem de Childe Harold, lamenta sua desperdiçada juventude inicial, portanto reavaliando suas escolhas de vida e redesenhando a si mesmo indo através na peregrinação, durante qual ele lamenta vários eventos históricos incluindo a Guerra Peninsular Ibérica entre outros.
Apesar da inicial hesitação de Byron em ter os primeiros dois cantos do poema publicados por ele sentir que isso revelava muito de si mesmo, foi publicado, no pedido de amigos, por John Murray em 1812, e trouxe tanto o poema e seu autor para imediata e inesperada atenção pública. Byron mais tarde escreveu: "Eu acordei uma manhã e encontrei-me famoso". Os primeiros dois cantos na edição de John Murray foram ilustrados por Richard Westall, pintor e ilustrador bem-conhecido que foi então comissionado para pintar retratos de Byron.

## Herói byroniano
A obra providenciou o primeiro exemplo de herói byroniano. A ideia do herói byroniano é uma que consiste em muitas diferentes características. O herói deve possuir em vez um nível alto de inteligência e percepção, bem como ser capaz para facilmente se adaptar para novas situações e usar a astúcia para seu próprio ganho. Isso é claro de sua descrição que seu herói é bem-educado e por extensão é em vez sofisticado em seu estilo. Além do óbvio charme e atratividade que este automaticamente cria, ele luta com sua integridade, sendo propenso a mudanças de humor. Geralmente, o herói tem um desrespeito para certas figuras de autoridade, assim criando a imagem do herói byroniano como um exilado ou um pária. O herói também tem uma tendência para ser arrogante e cínico, entregando-se em comportamento autodestrutivo qual leva para a necessidade de seduzir homens ou mulheres. Apesar de sua atração sexual ser através misterioso e em vez útil, muitas vezes tem o herói em problemas. Personagens com as qualidades do herói byroniano têm aparecido em romances, filmes e peças de teatro desde então.

## Estrutura
O poema tem quatro cantos escritos em estrofes spenserianas, quais consistem em oito linhas pentâmetras iâmbicas seguidas de um alexandrino (uma linha iâmbica de doze silábas) e possui uma rima padrão ABABBCBCC.

## Interpretações

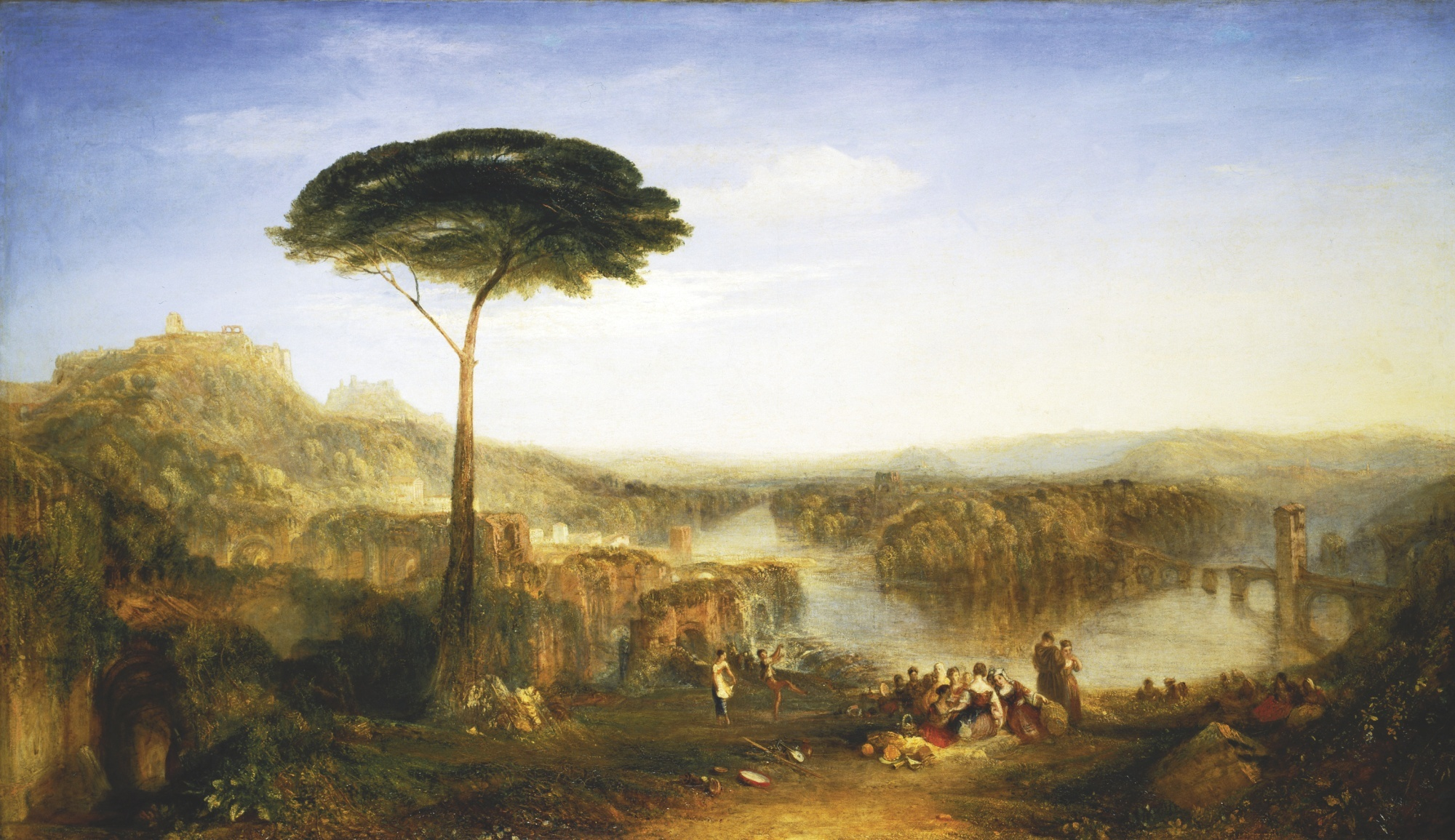
Childe Harold's Pilgrimage de Joseph Mallord William Turner, 1823.

Childe Harold tornou-se um veículo para as próprias crenças e ideias de Byron; mas no prefácio para o canto quatro Byron queixa que seus leitores confundem ele e Childe Harold muito, então ele não irá falar de Harold muito no canto final. De acordo com Jerome McGann, por mascarar a si mesmo atrás de um artifício literário, Byron foi capaz de expressar sua visão que "a maior tragédia do homem é que ele pode conceber de uma perfeição qual ele não pode alcançar".